# Pfarrkirche Bladiau
Pfarrkirche Bladiau war eine ordenszeitliche Kirche in Pjatidoroschnoje. Die Kirche gehörte zum Archipresbyterat Braunsberg des Bistums Ermland.

## Geschichte
Im Jahr 1346 ist Bladiau erstmals als Kirchdorf erwähnt, ein Pfarrer ist 1351 erwähnt. Die Bauzeit wird auf die zweite Hälfte des 14. Jahrhunderts geschätzt, wobei mit Sicherheit davon auszugehen ist, dass Langhaus und Chor in zwei Abschnitten entstanden. Da die Blenden des Ostgiebels des Langhauses vom Dach des Chors überschnitten wurden, ist das Langhaus als ältester Bauteil anzusehen. Im Jahr 1401 wurde eine Vikarie zu Bladiau durch den Pfarrer Slogot eingerichtet. Im ersten Viertel des 16. Jahrhunderts wurde das erste Obergeschoss des Turms errichtet, bei dem Blendbögen mit gekuppeltem Rundbogenabschluss auf eine späte Entstehungszeit hinweisen. Für 1528/1541 ist überliefert, dass die Kirchenkasse wegen des Turmbaus verschuldet ist. Nach 1686 erfolgten große Umbauten im Inneren, u. a. Anbringen eines hölzernen Gewölbes und Innenausstattung. Möglicherweise wurde damals auch der Außenbau verputzt. Nach einem Blitzeinschlag brannte 1700 der Turm. Der Turmgiebel wurde 1737/1738 erneuert. Infolge des sowjetischen Vormarsches wurde die Kirche 1945 schwer beschädigt. Die Ruine verblieb bis in die 1970er Jahre und wurde anschließend vollständig abgerissen.

## Bauwerk
Die Pfarrkirche von Bladiau war ein großer und massig wirkender Bau. Der Bau ist ein ungewölbter Saalbau mit Polygonalchor, Strebepfeilern und Westturm. Das Langhaus wurde mit Mischmauerwerk errichtet, das aufgehende Mauerwerk am Chor bestand aus Backstein. Der Polygonalchor hat einen dreiseitigem Schluss und Strebepfeiler und zwischen den Streben relativ breite Spitzbogenfenster mit profilierten Kanten. Die Langhauswände sind durch Streben in fünf Abschnitte mit jeweils einem Fenster geteilt. Die Sakristei war an die Nordseite des Chors angebaut und hatte ein spitzbogiges Portal zum Chor. In der Mitte der Südseite des Langhauses war eine einfach gestaltete Vorhalle mit spitzbogigem Portal angefügt. Der im Westen vorgebaute dreigeschossige Turm war in drei Abschnitten entstanden. Im ansonsten schmucklosen Erdgeschoss war auf der Westseite das gestufte Spitzbogenportal von einer rechteckigen Rahmung eingefasst und einer hohen spitzbogigen Blende überfangen. In der Turmhalle waren Gewölbe vorbereitet, welche jedoch nicht zur Ausführung kamen.
Von der Kirche überlebten zwei Glocken auf dem Hamburger Glockenfriedhof. Eine läutet heute in Stockheim, die andere kam in die Marienkirche in Geestemünde, wurde jedoch 1994 nach einer Beschädigung stillgelegt und leihweise an das Ostpreußische Landesmuseum in Lüneburg abgegeben. Auch der Taufstein ist erhalten und befindet sich in einem privaten Museum in Pogranitschny (Hermsdorf).